# دیانا دئی
دیانا دئی (ایتالیایی: Diana Dei؛ ۱ مارس ۱۹۱۴ – ۳ ژانویه ۱۹۹۹) با نامِ اصلیِ آنیزه مانچینلی بازیگر اهل ایتالیا بود.
از فیلم‌هایی که وی در آن نقش داشته‌است، می‌توان به پیرنو دوباره می‌تازد، پیرینو در مقابل همه، آفرین پسر!، دانشجویان گاسکونیا، روسینی و کشور زنگ‌ها اشاره کرد.